# Lista de membros de Menudo (banda)
Esta é uma lista com ex-integrantes e integrantes da boy band porto-riquenha Menudo. A lista traz membros da formação original até a última formação da década de 2010, divididos em eras da trajetória da banda.

## Era Original
| Nome                     | Local de nascimento  | Data de nascimento     | Observação |
| ------------------------ | -------------------- | ---------------------- | --- |
| Nefty Sallaberry         | Ponce, Porto Rico    | 1 de março de 1964     | Membro original (1977 a 1979) |
| Carlos Meléndez          | Hato Rey, Porto Rico | 10 de abril de 1965    | Membro original (1977 a 1980) |
| Fernando Sallaberry      | Barcelona, Espanha   | 25 de novembro de 1965 | Membro original (1977 a 1980) |
| Oscar Meléndez           | San Juan, Porto Rico | 21 de março de 1966    | Membro original (1977 a 1981) |
| Ricky Meléndez (Ricky 1) | Hato Rey, Porto Rico | 22 de novembro de 1967 | Membro original; foi o integrante mais novo a formar parte do grupo quando tinha apenas 9 anos de idade, último integrante original a deixar o grupo em 1984 e também o que mais tempo permaneceu no conjunto, 7 anos (1977 a 1984) |

## Era de Ouro
| Nome                   | Local de nascimento                | Data de nascimento     | Observação |
| ---------------------- | ---------------------------------- | ---------------------- | --- |
| René Farrait           | San Juan, Porto Rico               | 2 de novembro de 1967  | Entrou no lugar de Nefty Sallaberry (1979 a 1982)                                                                      |
| Johnny Lozada          | Caguas, Porto Rico                 | 21 de dezembro de 1967 | Entrou no lugar de Carlos Meléndez (1980 a 1984)                                                                       |
| Xavier Serbiá          | Santurce, Porto Rico               | 24 de julho de 1968    | Entrou no lugar de Fernando Sallaberry (1980 a 1983)                                                                   |
| Miguel Cancel          | Rantoul (Illinois), Estados Unidos | 28 de junho de 1968    | Entrou no lugar de Oscar Meléndez (1981 a 1983)                                                                        |
| Charlie Massó          | Condado, Porto Rico                | 13 de junho de 1969    | Entrou no lugar de René Farrait (1982 a 1987)                                                                          |
| Ray Reyes León         | Manhattan (NY), Estados Unidos     | 13 de março de 1970    | Entrou no lugar de Xavier Serbiá (1983 a 1985) Faleceu em 30 de abril de 2021 aos 51 anos.                             |
| Roy Rosselló           | Rio Piedras, Porto Rico            | 1 de maio de 1970      | Entrou no lugar de Miguel Cancel (1983 a 1986)                                                                         |
| Robi Draco Rosa        | New York (NY), Estados Unidos      | 27 de junho de 1969    | Entrou no lugar de Johnny Lozada (1984 a 1987)                                                                         |
| Ricky Martin (Ricky 2) | Hato Rey, Porto Rico               | 24 de dezembro de 1971 | Entrou no lugar de Ricky Meléndez de 1984 a 1989. É o integrante com carreira musical mais sólida após deixar o grupo. |

## Era do Rock
| Nome             | Local de nascimento                  | Data de nascimento      | Observação |
| ---------------- | ------------------------------------ | ----------------------- | --- |
| Raymond Acevedo  | Bayamon, Porto Rico                  | 21 de dezembro de 1971  | Entrou no lugar de Ray Reyes de 1985 a 1988. |
| Sergio González  | Gainsville (Flórida), Estados Unidos | 12 de fevereiro de 1972 | Entrou no lugar de Roy Rosselló em 1986 a 1990, o ano que foi demitido do grupo por escândalo. Antes, ele disse em programa de TV que deixaria o grupo em janeiro daquele ano, pois tinha 18 anos. |
| Ralphy Rodríguez | Porto Rico                           | 17 de abril de 1973     | Entrou no lugar de Charlie Massó em 1987, mas deixou meses depois. |
| Rubén Gómez      | Brooklyn (NY), Estados Unidos        | 25 de abril de 1974     | Entrou no lugar de Robby Rosa em 1987 a 1990 - ano que foi demitido do grupo por escândalo. |
| Angelo García    | New York (NY), Estados Unidos        | 28 de março de 1976     | Entrou no lugar de Ralphy Rodríguez em 1988 a 1990. |
| Robert Avellanet | Trujillo Alto, Porto Rico            | 30 de junho de 1975     | Entrou no lugar de Raymond Acevedo de 1988 a 1991, o ano em que decidiu renunciar ao grupo. |
| Rawy Torres      | Mayagüez, Porto Rico                 | 11 de agosto de 1975    | Entrou no lugar de Ricky Martin de 1989 a 1991, o ano em que ele decidiu renunciar ao grupo. |
| César Abreu      | Porto Rico                           | 10 de abril de 1977     | Entrou no lugar de Angelo em 1990, porém ficou no grupo apenas alguns meses. |

## Era Final
| Nome                  | Local de nascimento             | Data de nascimento     | Observação |
| --------------------- | ------------------------------- | ---------------------- | --- |
| Adrián Olivares       | Cidade De Mexico (DF), Mexico   | 20 de junho de 1976    | Entrou no lugar de César Abreu em 1990 e teve a ideia de renunciar ao grupo em 1991 e pouco depois desistiu. Foi o único integrante a continuar no grupo com mais 4 novos integrantes: Abel, Alexis, Andy e Ashley. Deixou o grupo em 1993. Faleceu em 8 de julho de 2024 aos 48 anos de complicações após uma cirurgia, ele foi diagnosticado com Doença de Crohn uma semana antes. |
| Edward Aguilera       | Espanha                         | 17 de dezembro de 1976 | Substituiu Sergio Gonzáles no escândalo de 1990 e renunciou ao grupo alguns meses depois. |
| Jonathan Montenegro   | Caracas, Venezuela              | 11 de maio de 1978     | Substituiu Rubén Gomez no escândalo de 1990 e renunciou ao grupo alguns meses depois. |
| Ashley Ruíz           | Miami (Flórida), Estados Unidos | 28 de maio de 1976     | |
| Andy Blázquez         | San Juan, Porto Rico            | 16 de setembro de 1978 | Fez parte da ultima formação (1991-1997) e foi substituído por Daniel quando o grupo se converteu para MDO |
| Alexis Grullón        | Nova Iorque, Estados Unidos     | 24 de março de 1977    | Fez parte da ultima formação (1991-1997) e também MDO |
| Abel Talamántez       | Pecos (Texas), Estados Unidos   | 16 de outubro de 1978  | Fez parte da ultima formação (1991-1997) e também MDO |
| Ricky López (Ricky 3) | Porto Rico                      | 6 de setembro de 1980  | Entrou no lugar de Adrián Olivares em 1993. |
| Anthony Galindo       | Caracas, Venezuela              | 14 de dezembro de 1978 | Fez parte da ultima formação e também MDO. Morreu em 3 de outubro de 2020, aos 41 anos,após ficar seis dias internado |
| Didier Hernández      | Havana, Cuba                    | 18 de julho de 1979    | Fez parte da ultima formação e também MDO. |
| Daniel René Weider    | Houston, Estados Unidos         | 25 de julho de 1982    | Fez parte da ultima formação e também MDO. |

## O Novo Menudo
| Nome                   | Local de nascimento         | Data de nascimento | Observação                                                                               |
| ---------------------- | --------------------------- | ------------------ | ---------------------------------------------------------------------------------------- |
| Carlos Olivero         | Chicago, Estados Unidos     |                    | Fez parte da nova formação desde que foi escolhido no "Making Menudo" entre 2007 e 2009. |
| Chris Moy              | Nova Iorque, Estados Unidos |                    | Fez parte da nova formação desde que foi escolhido no "Making Menudo" entre 2007 e 2009. |
| José Monti Montañez    | Porto Rico                  |                    | Fez parte da nova formação desde que foi escolhido no "Making Menudo" entre 2007 e 2009. |
| José Bordonada Collazo | Porto Rico                  |                    | Fez parte da nova formação desde que foi escolhido no "Making Menudo" entre 2007 e 2009. |
| Emmanuel Vélez Pagán   | Porto Rico                  |                    | Fez parte da nova formação desde que foi escolhido no "Making Menudo" entre 2007 e 2009. |